# Мечка (Русенська область)
Ме́чка (болг. Мечка) — село в Русенській області Болгарії. Входить до складу общини Іваново.

## Населення
За даними перепису населення 2011 року у селі проживали 630 осіб, з них 572 особи (99,8%) — болгари.
Розподіл населення за віком у 2011 році:
Динаміка населення: